# Björksättra gård

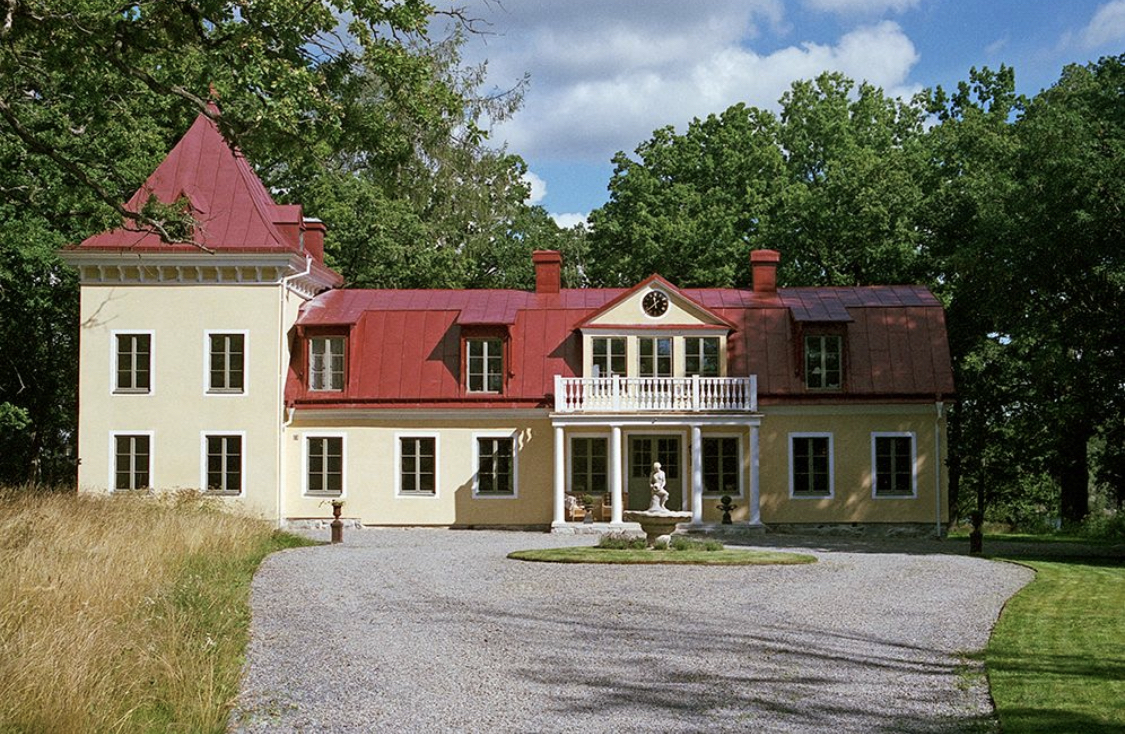
Björksättra gård i maj 2022, efter upprustningen.

Björksättra gård (äldre stavning Björksätra gård) är ett gods i Huddinge kommun, södra Storstockholm. Gårdskomplexet ligger i en sluttning ner mot sjön Orlången. Den före detta mangårdsbyggnaden uppfördes 1859-1860 och byggdes om och till på 1890-talet. Gårdens föregångare omnämns redan på 1570-talet. 

## Allmänt
Huvudbyggnaden har en för området ovanlig utformning och är av kulturhistoriskt intresse. Ägare var mellan 2010 och 2017 Huddinge kommun, som hade för avsikt att rusta upp huvudbyggnaden och använda den bland annat som informationscentrum för besökare till Björksättrahalvöns naturreservat och Orlångens naturreservat. Planerna blev dock ej förverkligade och trots vissa akuta renoveringar var byggnaden i ganska dåligt skick vid försäljningen. Huvudbyggnaden bebos i dag privat efter en omfattande renovering av nuvarande ägare. 
Björksättra gård var även ett levande jordbruk med en bondgård som producerade mjölk för Arla. Anläggningen ägs av Huddinge kommun och hyrs ut till Arla. Det årliga kosläppet brukar vara en populär händelse som drar storpublik. I februari 2021 sades arrendet upp och året därpå avvecklades gårdens verksamhet. Fram till 2018 hade gården omkring 80 mjölkkor, därefter köttdjur.
Vid björkallén mot mangårdsbyggnaden ligger gårdens gamla smedja från 1880-talet. Smedjan renoverades under 1980-talets andra hälft till ett museum som invigdes 1991. Byggnadens ena halva är en fullt inredd smedja, i andra halvan finns ett tunnbinderi. Museet sköts och visas vissa dagar av Huddinge hembygdsförening.

## Historik

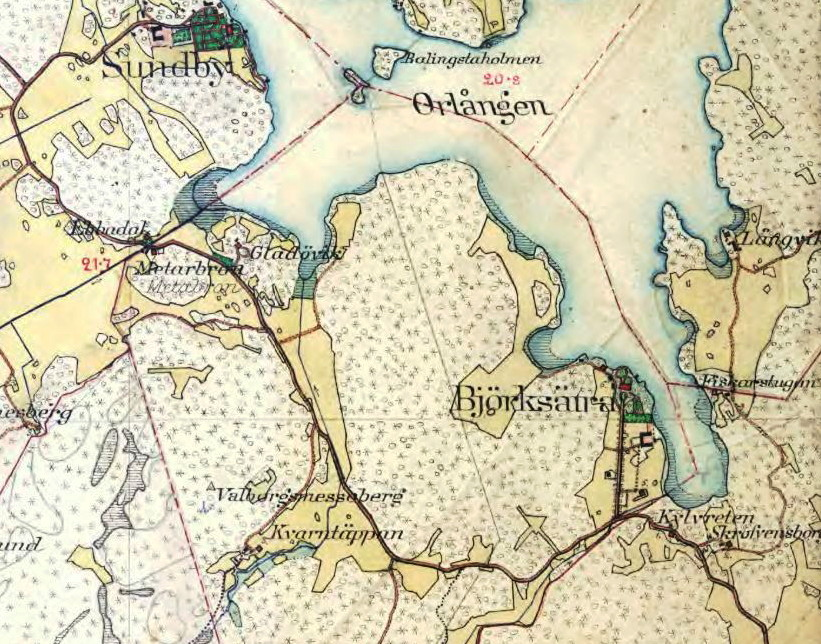
Björksättrahalvön, 1901-06.

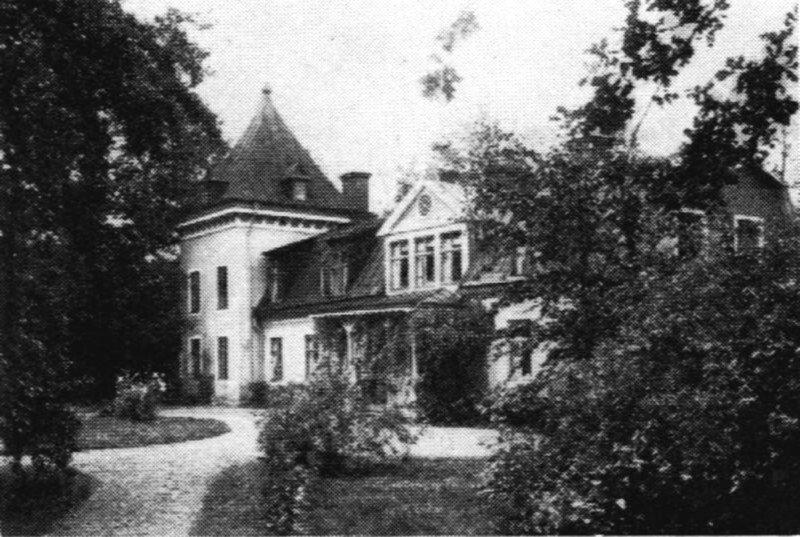
Gården före 1940.

Björksättras historia hör samman med den idag försvunna gården Upsala som nämns första gången 1469 och kan vara den äldsta bosättningen i området kring Orlången. Upsala låg cirka 1,5 km väster om Björksättra, nära Gladövik. Björksättra (Byrkesätra) nämns första gången 1573. Under hela 1700-talet och in på 1800-talet låg Björksättra som torp under Lissma säteri. År 1849 såldes Upsala (inklusive Björksätra) för 175 000 riksdaler banco till kamreraren Johan Möller och löjtnanten Jacob Fredrik Palm.
Omkring 1850 uppfördes på egendomen en ny mangårdsbyggnad, som kom att ligga ett par hundra meter norr om torpet Björksättra. 1895 såldes Björksättra till jägmästaren Henrik Tegnér, brorson till Esaias Tegnér. Henrik Tegnér lät bygga till mangårdsbyggnaden på västra sidan med en tornliknande del, hans initialer HT återfinns i tornbyggnadens vindflöjel. Vid den tiden fick huset sitt nuvarande utseende. 1904 sålde Tegnér ett område om 850 hektar (kallad Björksättra Kronopark) till Kronan. På 1950-talet moderniserades Björksättra gård av dåvarande ägaren Maria Ingeborg Eufemia Bielertz.
Efter flera ägarbyten avstyckades 1968 jordbruksdelen och såldes till Huddinge kommun, medan huvudbyggnaden var privatägd fram till 2008 och tillföll Allmänna arvsfonden efter sista ägarens död. År 2010 fick Huddinge kommun genom ett arvsavstående överta gården med förbehållet att  rusta upp de befintliga byggnaderna samt att användningen skulle komma allmänheten till godo. Men renoveringen blev för kostsam för kommunen och i maj 2017 kom gården ut på offentlig försäljning för ett utropspris om 4 995 000 kronor. Den slutliga köpeskillingen blev 8,7 miljoner kronor som skall delas lika mellan Huddinge kommun och Allmänna arvsfonden. 2018 påbörjades av nuvarande ägare en omfattande och pietetsfull renovering av huvudbyggnaden där den ena delen färdigställdes under sommaren 2020. Samtliga dåtida detaljer har bevarats, tidsenliga material och färger har använts på ett smakfullt samt  byggnadsvårdmässigt sätt. Byggnaden bebos idag privat. 

## Byggnadens arkitektur

### Exteriör
Huvudbyggnaden i Björksättra bevarar exteriört och interiört huvudsakligen det utseende den fick vid 1890-talets ombyggnad genom Henrik Tegnér. Byggnadens stomme är av trä med påförd puts och har till sin äldsta del en utformning som är typisk för 1800-talets mangårdsbyggnader med frontespis, brutet tak och sexdelad planlösning.
Mot väst  förlängdes den ursprungliga byggnaden på 1890-talet motsvarande en fönsteraxel. Till den fogades en tornbyggnad i två våningar samt en tillbyggnad i vinkel motsvarande tre fönsteraxlar. Tillbyggnaden som innehåller bland annat badrum, pannrum, kök och serveringsgång ansluter till ursprungsbyggnadens arkitektur med brutet tak. 
Enda utsmyckning finns på tornbyggnaden och består i en takfotslist med kontursågade konsoler samt en järnsmidesflöjel med drakhuvud där tillbyggnadens byggherre Henrik Tegnérs initialer HT är utstansade. Taken är täckta med rött taktegel, tornbyggnaden har plåttak. Idag är fasaderna reveterade med ett ytskikt av en gul genomfärgad spritputs och slätputsade vita fönsteromfattningar.

Huvudbyggnaden och bostadslängor, exteriör (innan upprustningen)
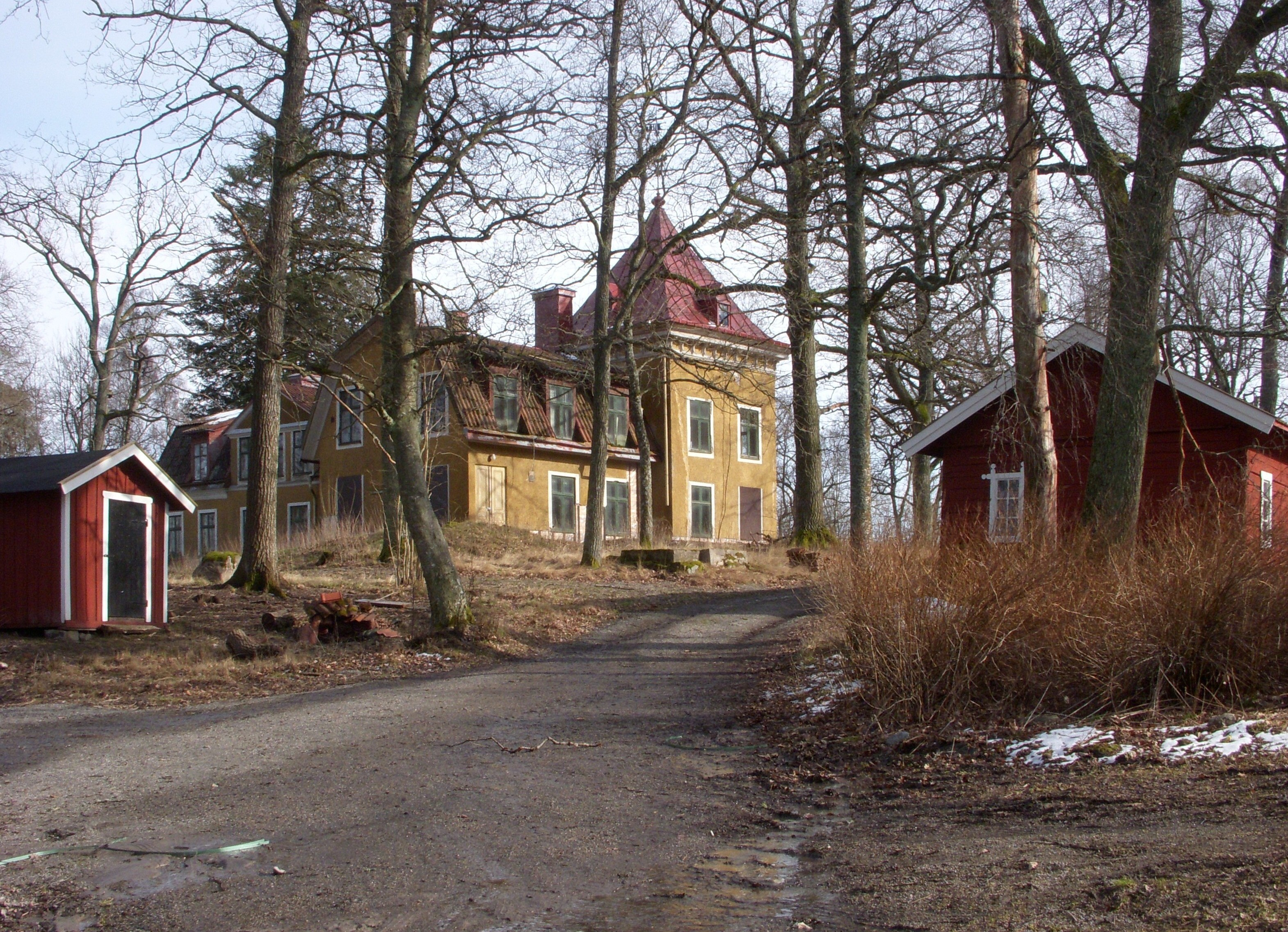
Huvudbyggnad och uthus.
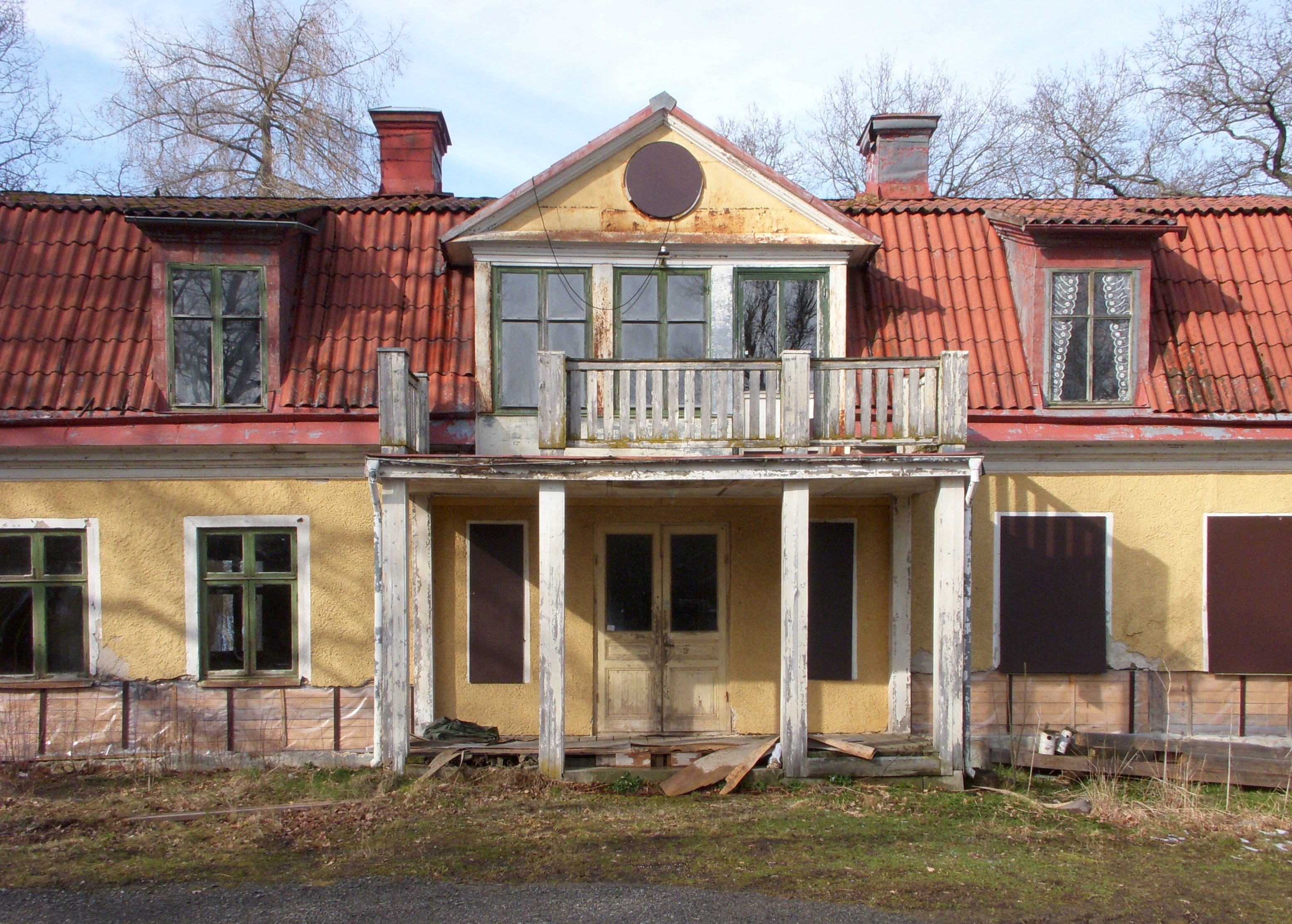
Ursprungsdelen med altan.
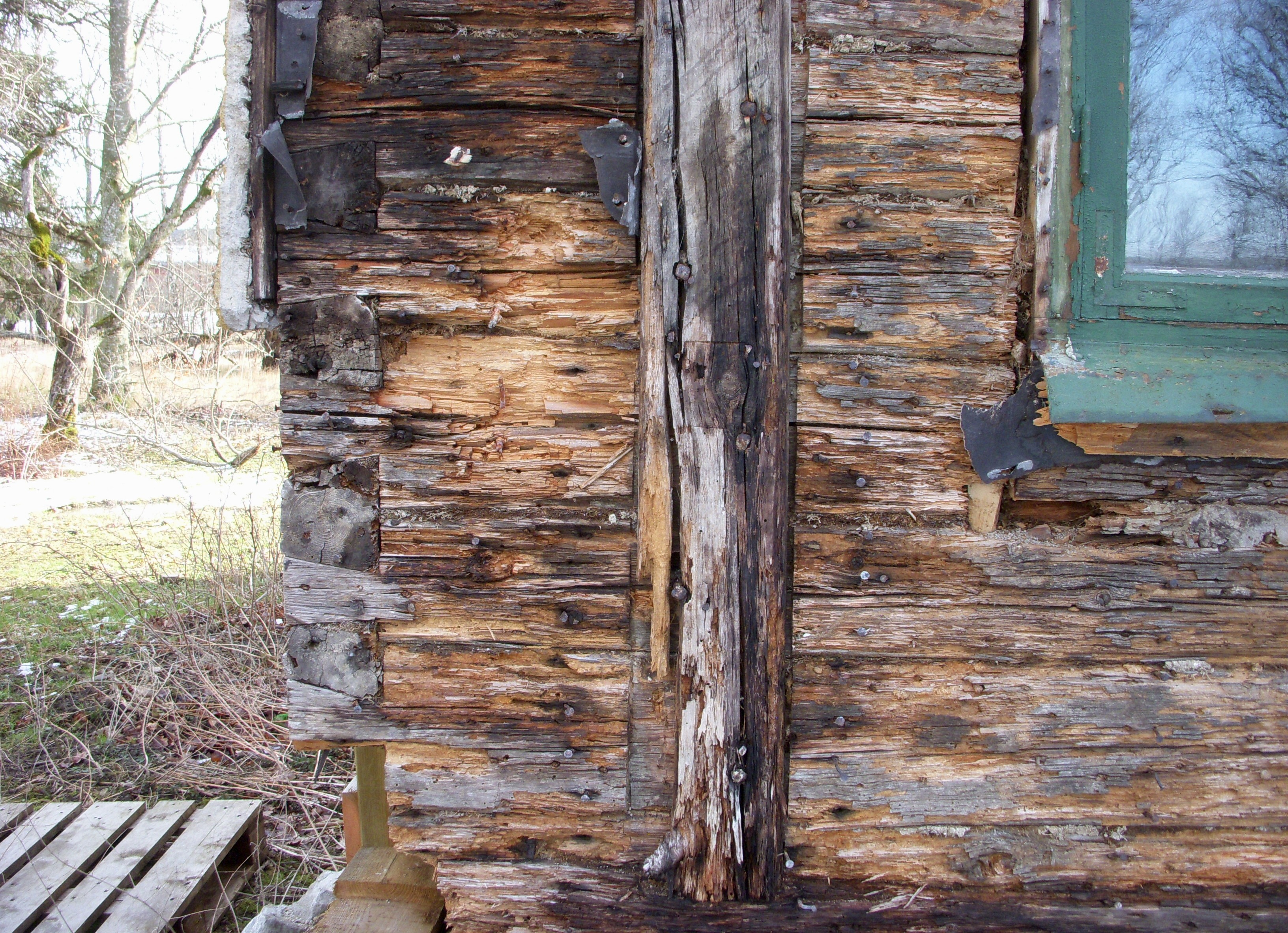
Fasaddetalj (skador i april 2012).
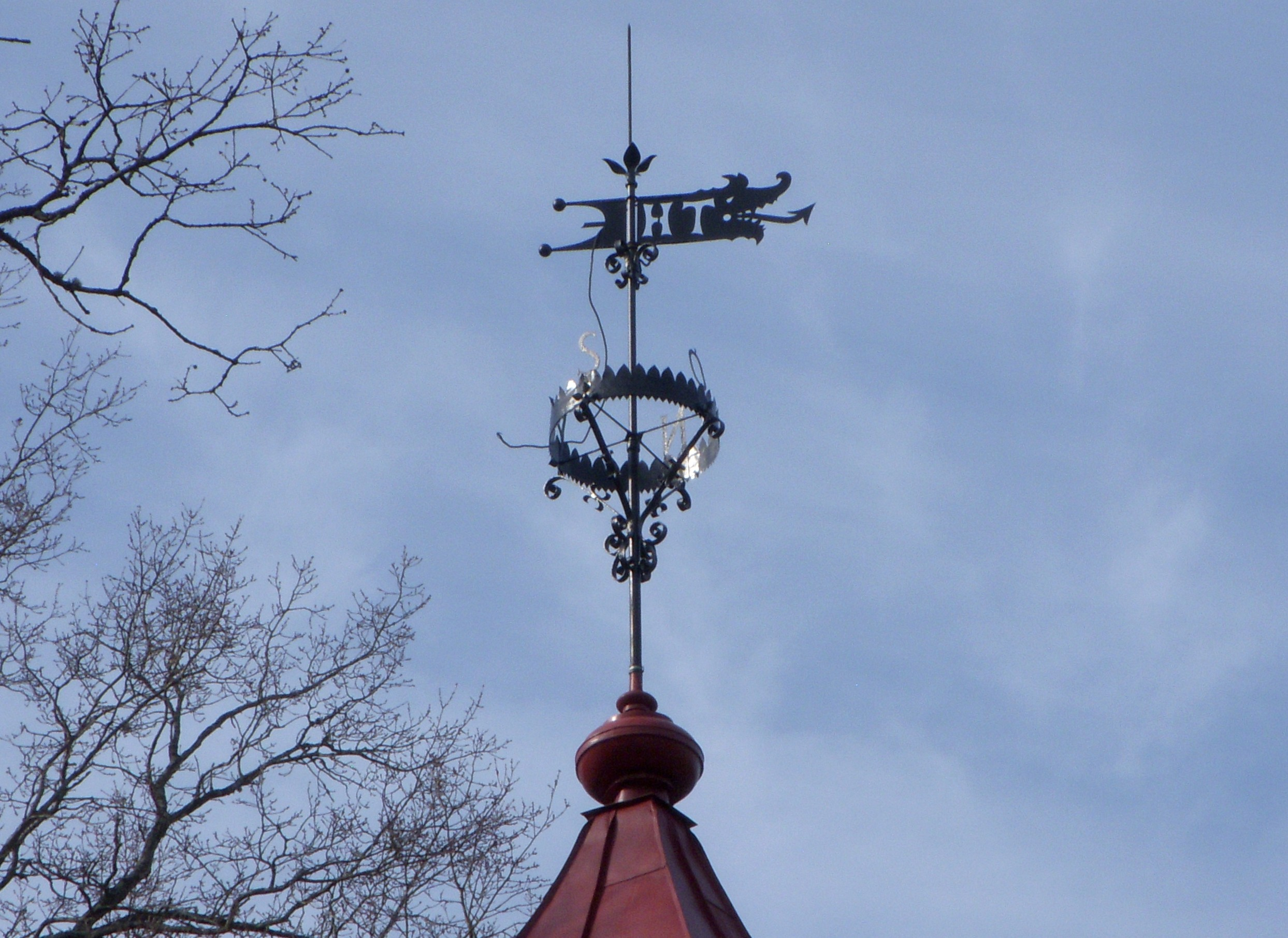
Vindflöjel med HT i järnsmide.

### Interiör
Som redan nämndes motsvarar interiören i stort sett utseendet från 1890-talet. På 1950-talet moderniserades huset med bland annat elinstallation, WC och badrum. De representativa salar på bottenvåningen inredes ursprungligen med stormönstrade tapeter och bröstpaneler. I rummen står praktfulla kakelugnar i olika utformning och färger. Övervåningens kamrar utfördes enklare med vita kakelugnar. 
Kök, serveringsgång och trapphus speglar tidens mode med oljefärgsmålade pärlspontpanelade väggar och tak. I köket finns 1890-talets järnspis och plåtkåpa samt fasta köksskåp bevarade.
Fram till 1960-talet genomfördes omtapetsering i nästan samtliga rum, men ursprungstapeterna från 1890-talet finns bevarade i underliggande skikt. I samband med den planerade renoveringen föreslås det att omtapetsering skall utföras med tapeter i mönster lika befintliga äldsta tapetskikt från 1890-talet eller andra tidstypiska tapeter, alternativt låta trycka om befintliga 1890-talsmönster.

Huvudbyggnaden interiör (innan upprustningen)
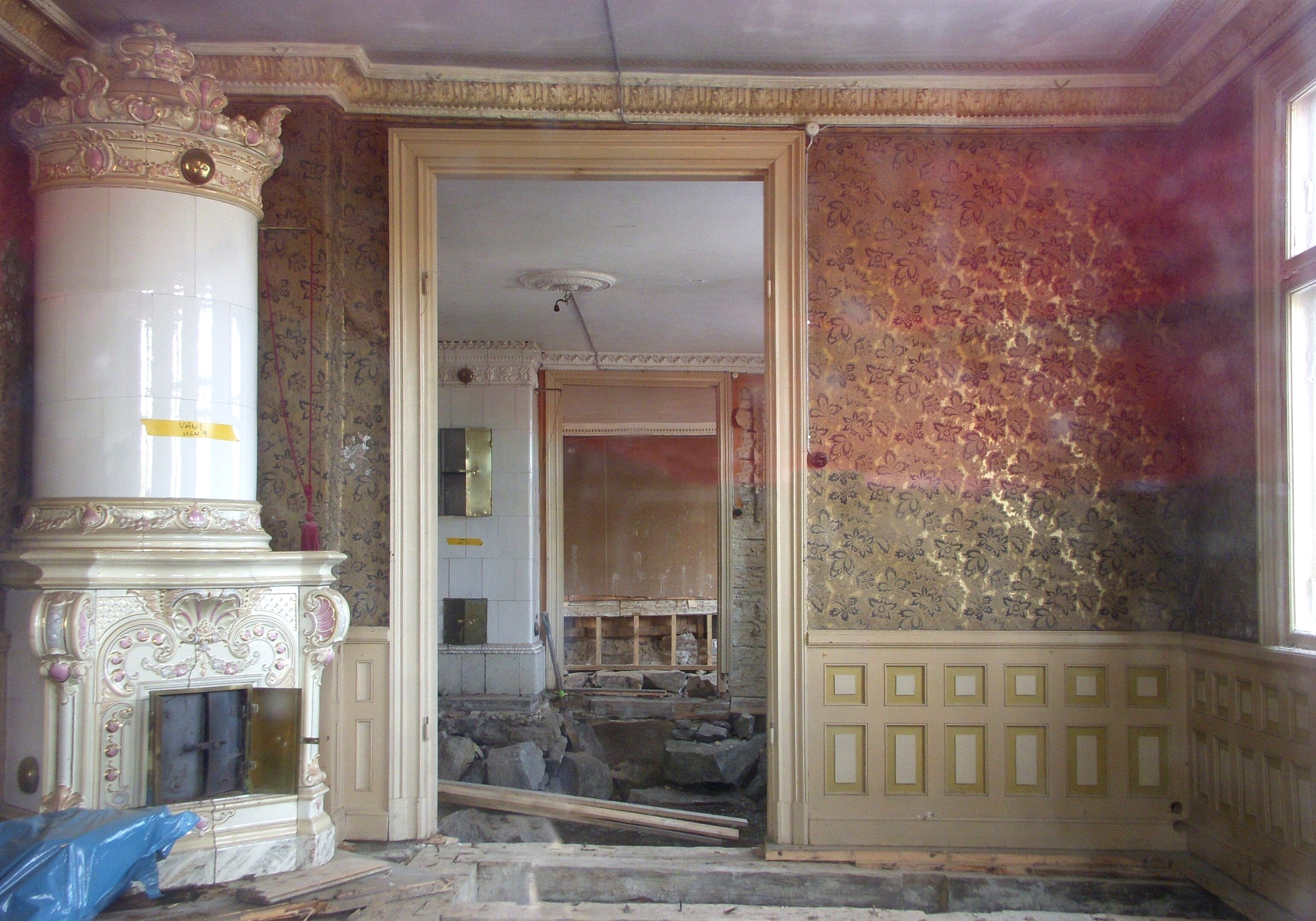
Salen, bottenvåningen.
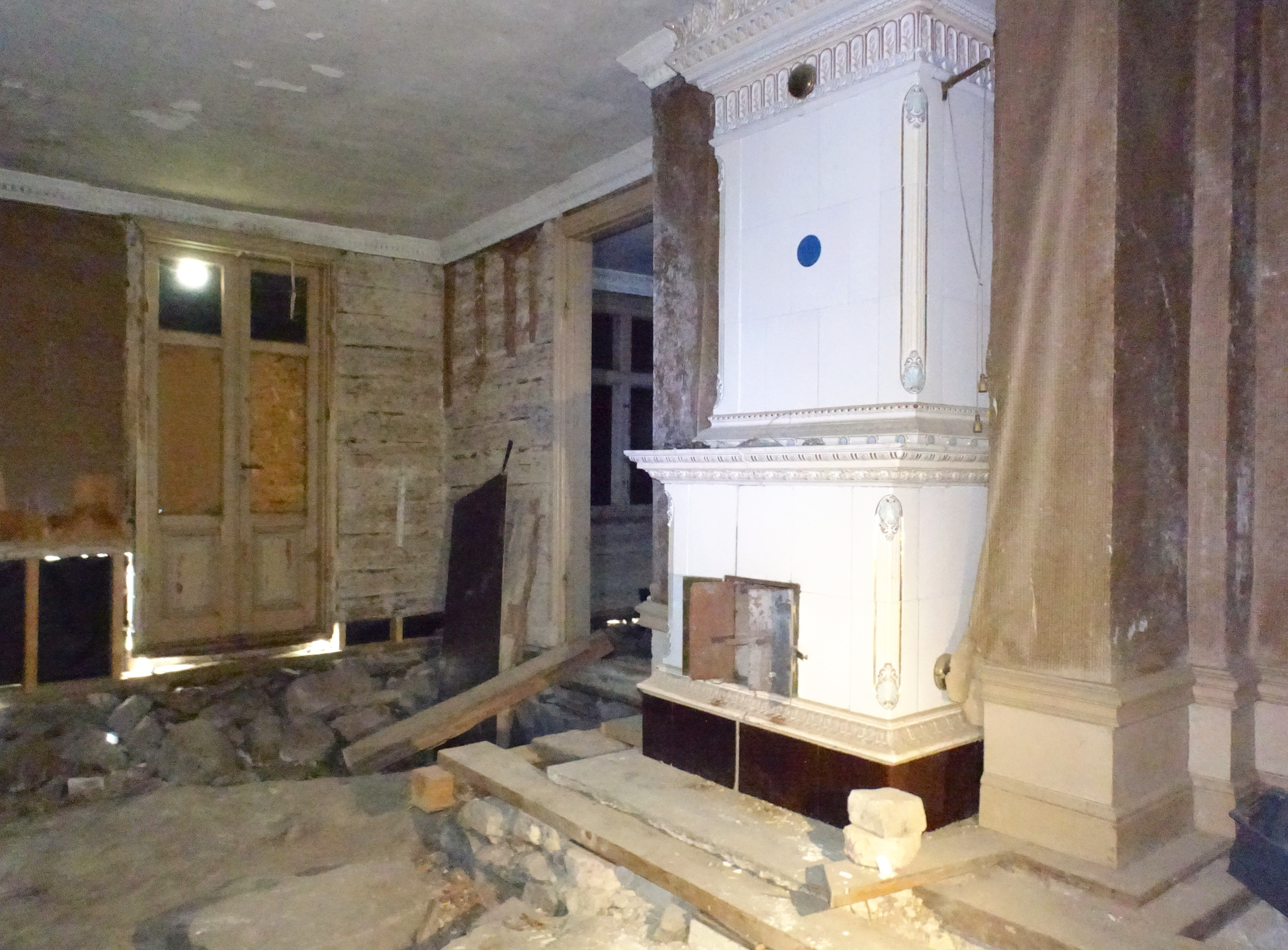
Salen, bottenvåningen.
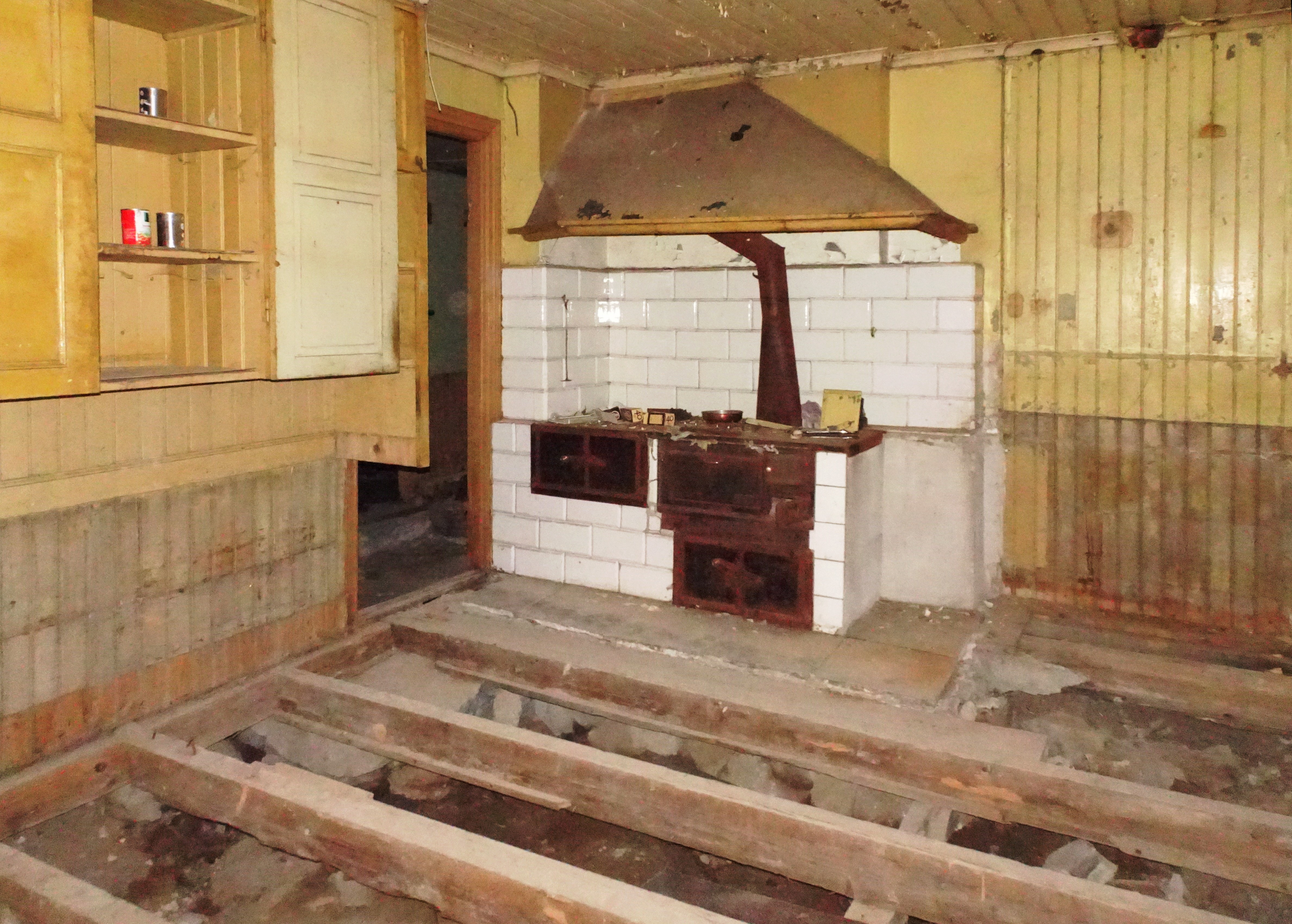
Köket på bottenvåningen.
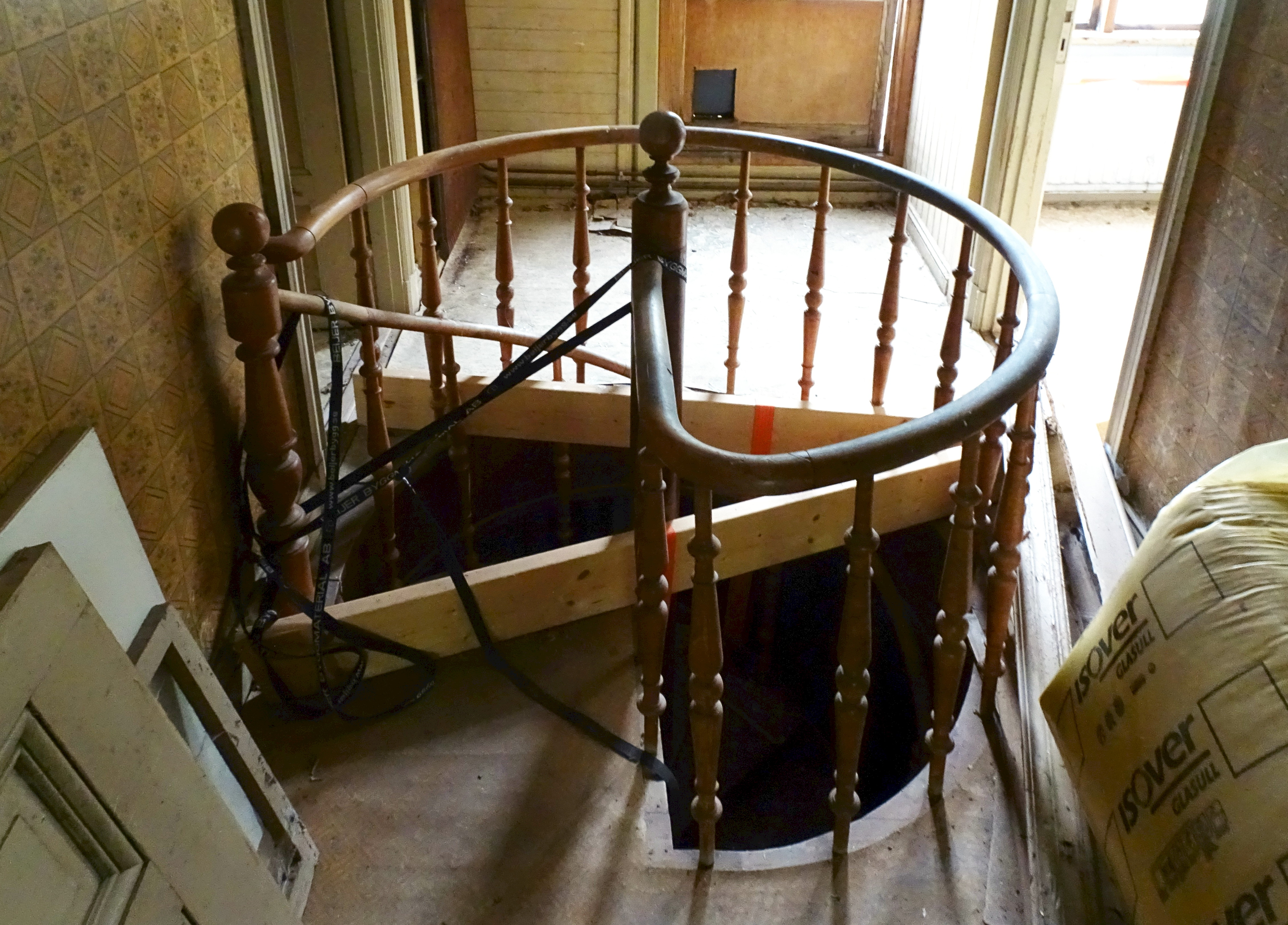
Spiraltrappa mellan bottenvåningen och övervåningen.

## Bedömning och renovering
Enligt Stockholms läns museum omfattas Björksättra före detta mangårdsbyggnad av sådana kulturhistoriska värden som avses i Plan- och bygglagen kap. 8 §13 vilket innebär att byggnaden inte får förvanskas och skall underhållas så att dess särart bevaras. För den planerade renoveringen föreslår Stockholms läns museum i en antikvarisk förundersökning från år 2011 att återställa det utseende som byggnaden fick i samband 1890-talets ombyggnad, både till sin exteriör och interiör. Enligt museet bör målet vara att visa upp en typisk miljö från denna tid.

## Fakta

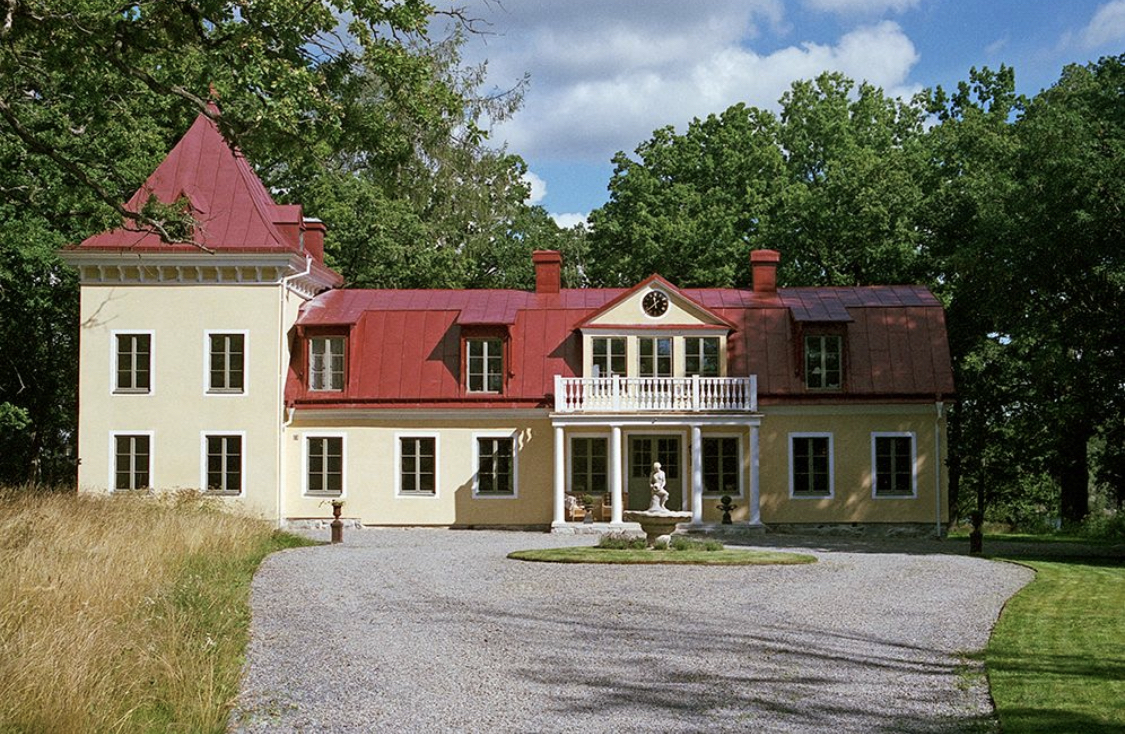
Huvudbyggnaden i augusti 2020.

Vid försäljningen i maj 2017 fanns följande uppgifter om fastigheten:
- 2 674 m² friköpt naturtomt.
- Boarea: 338 m²
- Antal rum: 18 därav 10-13 sovrum.
- Stomme av liggande och stående timmer, ytbehandlad med spritputs.
- Bjälklag av träbjälkar.
- Golvplank saknas i bottenvåningen.
- Yttertak av plåt.
- Fönster av 2-glas, okopplade bågar.
- Uppvärmning med oljeeldat centralvärme.
- Vatten och avlopp är enskilda anläggningar.

## Bilder

Omgivningen
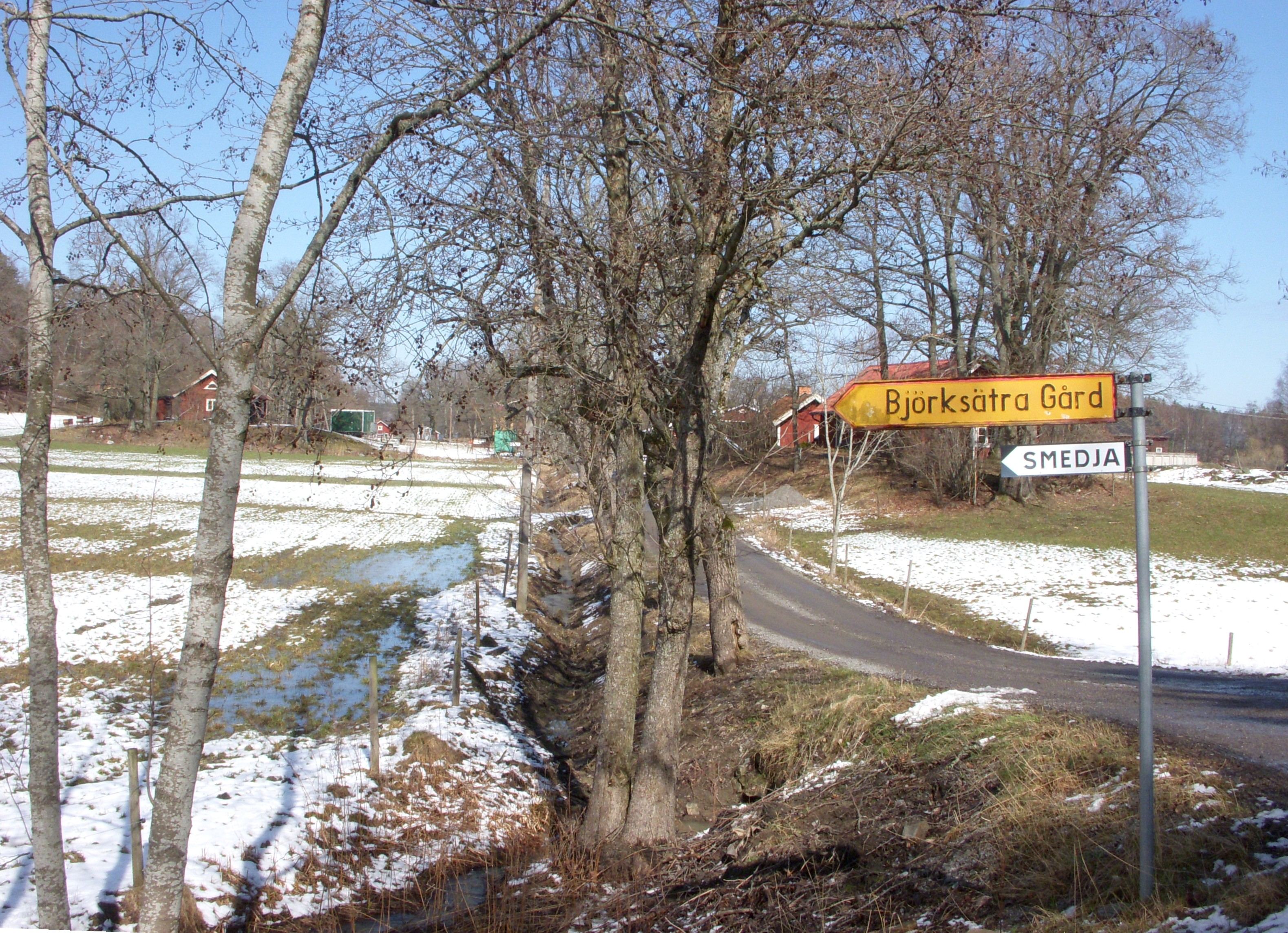
Vägvisare till gården
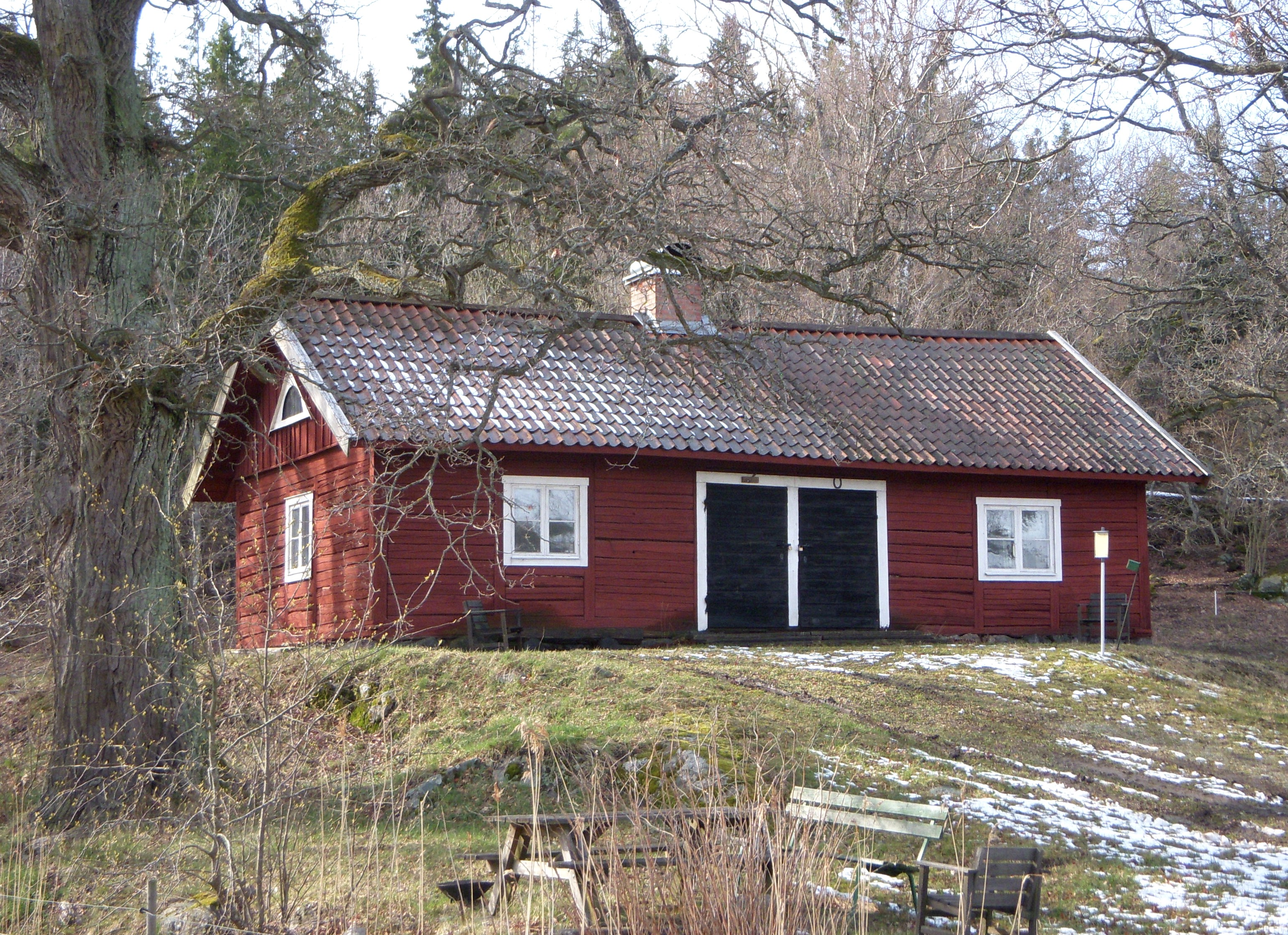
Smedjan
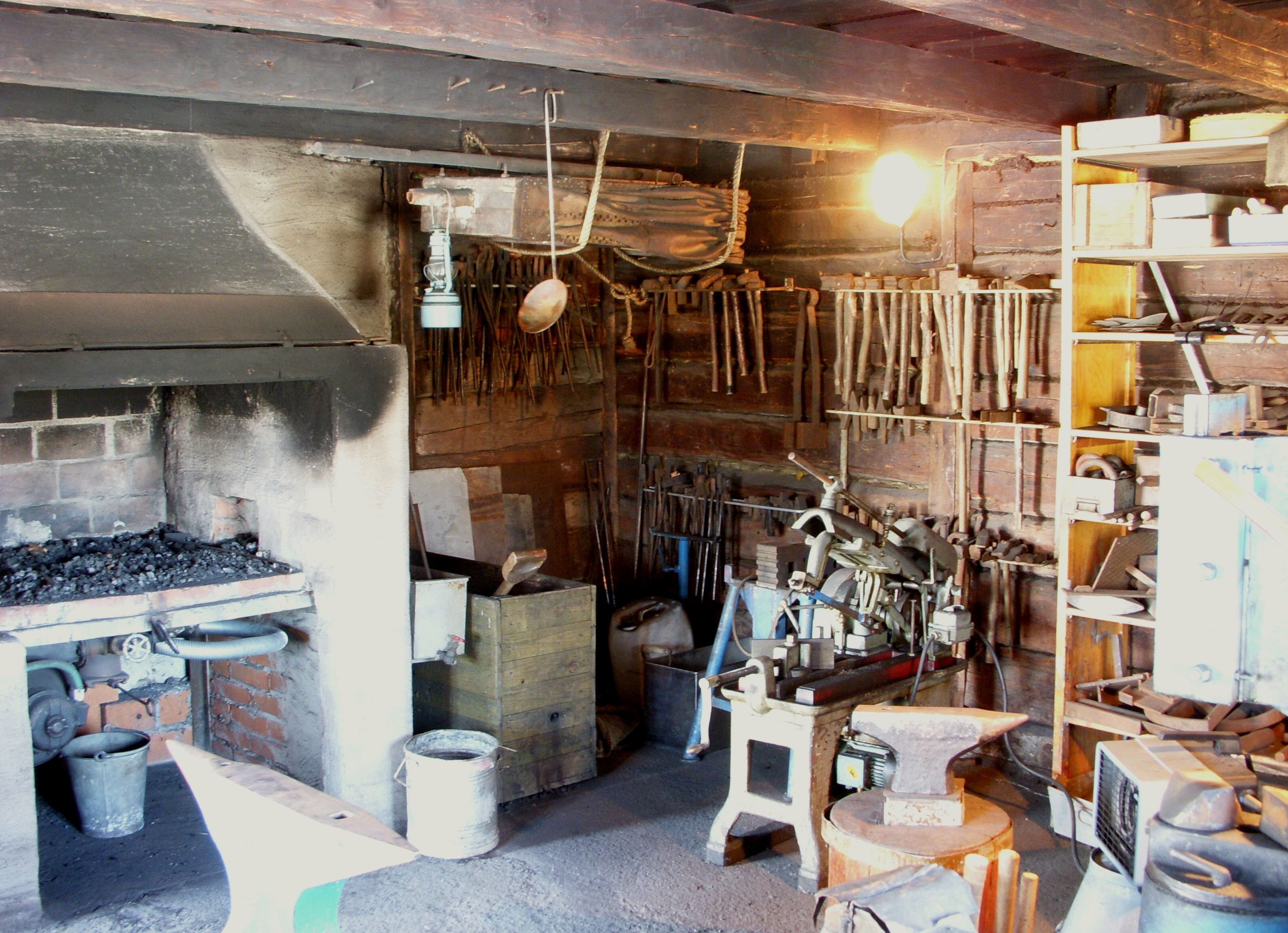
Smedjan
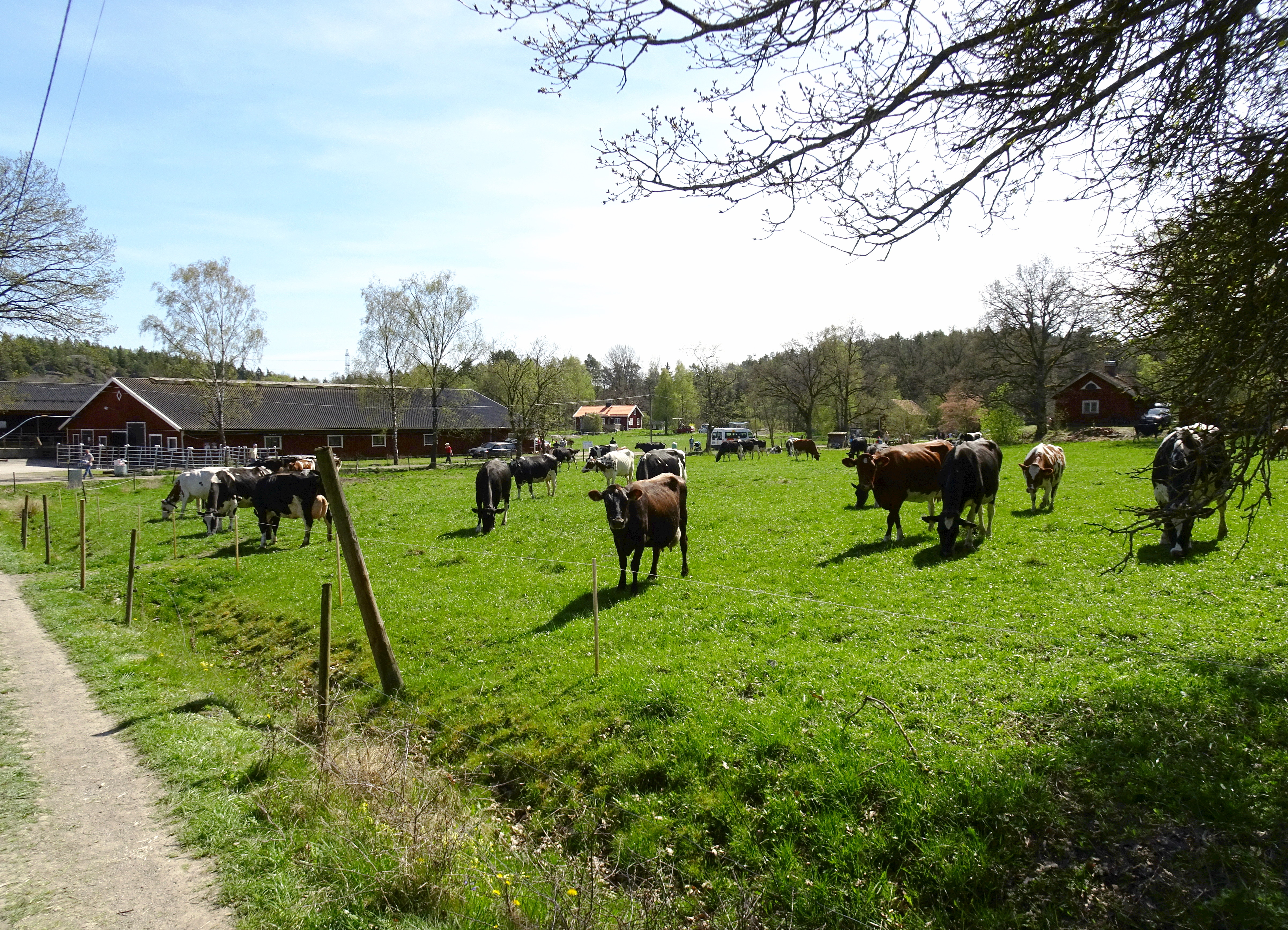
Dagen för kosläpp, 2016

## Ägarlängd
- 2017 Sålt till okänd köpare[7]
- 2010-2017 Huddinge kommun
- 2009-2010	 Allmänna arvsfonden
- 1984-2009	 Kurt Ridler
- 1937-1984 Maria Ingeborg Eufemia Bielertz, född Carlsson, (gift med Hilding Bielertz 1953-1964)
- 1913-1937	 Carl Gustaf Carlsson
- 1895-1913 Henrik Tegnér (lagfart 1895, köpebrev 1891)
- 1895-1895 Byggmästare Johan Ernst Rossander (lagfart 1895, köpebrev 1891)
- 1889-1895	 Handlanden C.A. Henriksson
- 1888-1889	 Fabrikören Anders Lundin
- 1888-1888	 Ingeniören Walfrid Lundin
- 1886-1888	 Handlanden August Schultz och Landtbrukaren C.F. Petersen (köper av bokförläggare J.A. Johanssons konkursbo)
- 1877-1886 Bokhandlare Johansson (gift med Charlotta Catharina Johannson, född Bergström)
- 1877-1877 Clara Sofia Bergström, född Ekeroth, änka efter Bergström, och Charlotta Catharina Johansson, född Bergström
- 1871-1877	 Häradshövding C.A. Bergström, död 1873-74
- 1849-?	Kamreraren Johan Möller och löjtnanten Jacob Fredrik Palm[14]

## Referenser

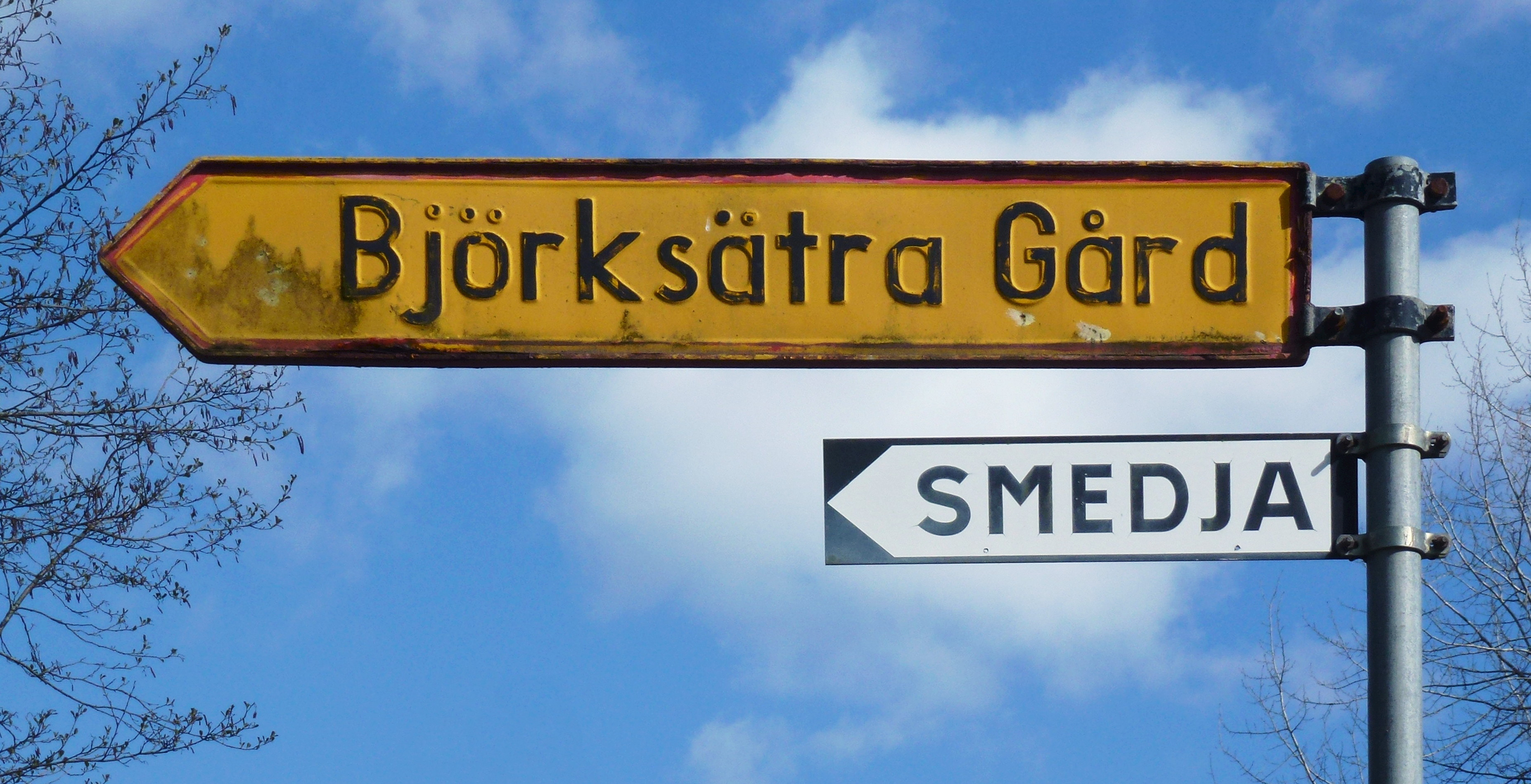
Skylt vid Ebbadalsvägen.